# Baltazar Torres
Baltazar Torres artista plástico nascido a 25 de Dezembro de 1961 em Figueira de Castelo Rodrigo. Licenciado em Artes Plásticas/Pintura pela Faculdade de Belas Artes da Universidade do Porto, onde foi docente de Desenho e Pintura. Realizou a sua primeira exposição em 1988 e desde então tem mostrado regularmente a sua obra, construindo um percurso sólido tanto a nível nacional como internacional. A sua obra engloba pintura, escultura, desenho e instalação. 
Nas palavras de João Miguel Fernandes Jorge:
"Expandem-se (as esculturas de Baltazar Torres) como uma colagem directa do tempo ao seu exacto tempo e, naturalmente, enviam para questões de dimensão antropológica, ambiental e sociológica." 
E ainda: "A presença de uma esperada evanescência, em Santo Agostinho, desloca-se nos trabalhos de Baltazar Torres para uma realidade prestes a explodir ou já mesmo em explosão."
Docente na Universidade Católica Portuguesa .

## Coleções (seleção)
CAM Fundação Calouste Gulbenkian, Lisboa, Portugal
Fundação Ilídio Pinho, Porto, Portugal
Fundação Culturgest, Lisboa, Portugal
Fondation Pilar i Joan Miró, Palma de Maiorca, Espanha
Fondation Claudine et Jean-Marc Salomon, Alex, França
CAC Málaga, Espanha
CGAC, Santiago de Compostela, Espanha
Museu de Bellas Artes de Santander, Espanha
Fundação PLMJ, Lisboa, Portugal
ES BALUARD, Museu d'Art Modern I contemporani de Palma, Espanha
CAPC, Coimbra, Portugal
IVAM, Valencia, Espanha
Oberösterreichisches Landesmuseum,  Linz, Austria
Fundación Ars TEOR/eTica, San José, Costa Rica
Coleção Nesrin Esirtgen, Istambul, Turquia